# Dècada del 600 aC

## Esdeveniments
- 605 aC - Batalla de Karkemish, entre Babilònia i Egipte a l'actual Síria.
- 600 aC Periandre de Corint construeix el Diolkos, que permetia als vaixells travessar per terra l'Istme de Corint.[1]

## Personatges importants
- 604 aC - Neix Nabucodonosor II el Gran, rei de Babilònia. (Mort el 562 aC)